# Campeonato Mundial de Rali de 2025
O Campeonato Mundial de Rally da FIA de 2025 é a quinquagésima terceira temporada do Campeonato Mundial de Rali, uma série internacional de ralis organizada pela Fédération Internationale de l'Automobile (FIA) e pelo WRC Promoter GmbH . Equipas e tripulações competem no Campeonato Mundial de Rali para Pilotos, navegadores e Construtores . As equipas são livres para competir com carros que cumpram os regulamentos dos Grupos Rally1 a Rally5 ; no entanto, apenas os fabricantes que competem com carros Rally1 são elegíveis para marcar pontos no campeonato de construtores. O campeonato começou em janeiro de 2025 com o Rali de Monte Carlo e irá terminar em novembro de 2025 com o Rali da Arábia Saudita, estreante no calendário. A série é apoiada pelas categorias WRC 2 e WRC 3 em todas as etapas do campeonato e pelo Junior WRC em eventos selecionados.
Thierry Neuville e Martijn Wydaeghe são os atuais campeões de pilotos e copilotos, tendo garantido seus primeiros títulos de campeonato no Rali do Japão de 2024 . A Toyota é a atual campeã entre os construtores.

## Calendário
A temporada de 2025 está programada para ser disputada em quatorze provas que passarão pela Europa, África, América do Sul e Ásia.
| Ronda   | Data início  | Data fim     | Rali                   | Sede                                      | Superfície       | Especiais | Distância           | Ref.  |
| ------- | ------------ | ------------ | ---------------------- | ----------------------------------------- | ---------------- | --------- | ------------------- | ----- |
| 1       | 23 janeiro   | 26 janeiro   | Rali de Monte Carlo    | Gap, Provence-Alpes-Côte d'Azur, França   | Asfalto com neve | 18        | 343.80 (333.06) km† | [ 1 ] |
| 2       | 13 fevereiro | 16 fevereiro | Rali da Suécia         | Umeå, Västerbotten County, Suécia         | Neve             | 18        | 300.22 km           | [ 2 ] |
| 3       | 20 março     | 23 março     | Rali Safári            | Nairobi, Nakuru County, Quénia            | Terra            | 21        | 384.86 km           | [ 3 ] |
| 4       | 24 abril     | 27 abril     | Rally Ilhas Canárias   | Las Palmas de Gran Canaria, Espanha       | Asfalto          | 18        | 306.12 km           | [ 4 ] |
| 5       | 15 maio      | 18 maio      | Rali de Portugal       | Matosinhos, Porto, Portugal               | Terra            | ASA       | ASA                 |       |
| 6       | 5 junho      | 8 junho      | Rali da Sardenha       | Olbia, Sardenha, Itália                   | Terra            | ASA       | ASA                 |       |
| 7       | 26 junho     | 29 junho     | Rali da Acrópole       | Lamia, Grécia Central, Grécia             | Terra            | ASA       | ASA                 |       |
| 8       | 17 julho     | 20 julho     | Rali da Estónia        | Tartu, Tartu County, Estónia              | Terra            | ASA       | ASA                 |       |
| 9       | 31 julho     | 3 agosto     | Rali da Finlândia      | Jyväskylä, Finlândia Central, Finlândia   | Terra            | ASA       | ASA                 |       |
| 10      | 28 agosto    | 31 agosto    | Rali do Paraguai       | Encarnación, Itapúa, Paraguai             | Terra            | ASA       | ASA                 |       |
| 11      | 11 setembro  | 14 setembro  | Rali do Chile          | Concepción, Biobío, Chile                 | Terra            | ASA       | ASA                 |       |
| 12      | 16 outubro   | 19 outubro   | Rali da Europa Central | Bad Griesbach, Baviera, Alemanha          | Asfalto          | ASA       | ASA                 |       |
| 13      | 6 novembro   | 9 novembro   | Rali do Japão          | Toyota, Aichi, Japão                      | Asfalto          | ASA       | ASA                 |       |
| 14      | 27 novembro  | 30 novembro  | Rali da Arábia Saudita | Jeddah, Província de Meca, Arábia Saudita | Terra            | ASA       | ASA                 |       |
| Fontes: |              |              |                        |                                           |                  |           |                     |       |

- † – A prova foi encurtada devido ao cancelamento de Especiais.

### Mudanças no calendário
O calendário foi expandido para quatorze eventos, incluíndo cinco eventos fora da Europa (espaço tradicional do Campeonato Mundial).  Isso foi originalmente planeado para a temporada 2024,  mas o promotor do WRC manteve o total de treze eventos na esperança de atrair mais inscrições para o Rally1 . 

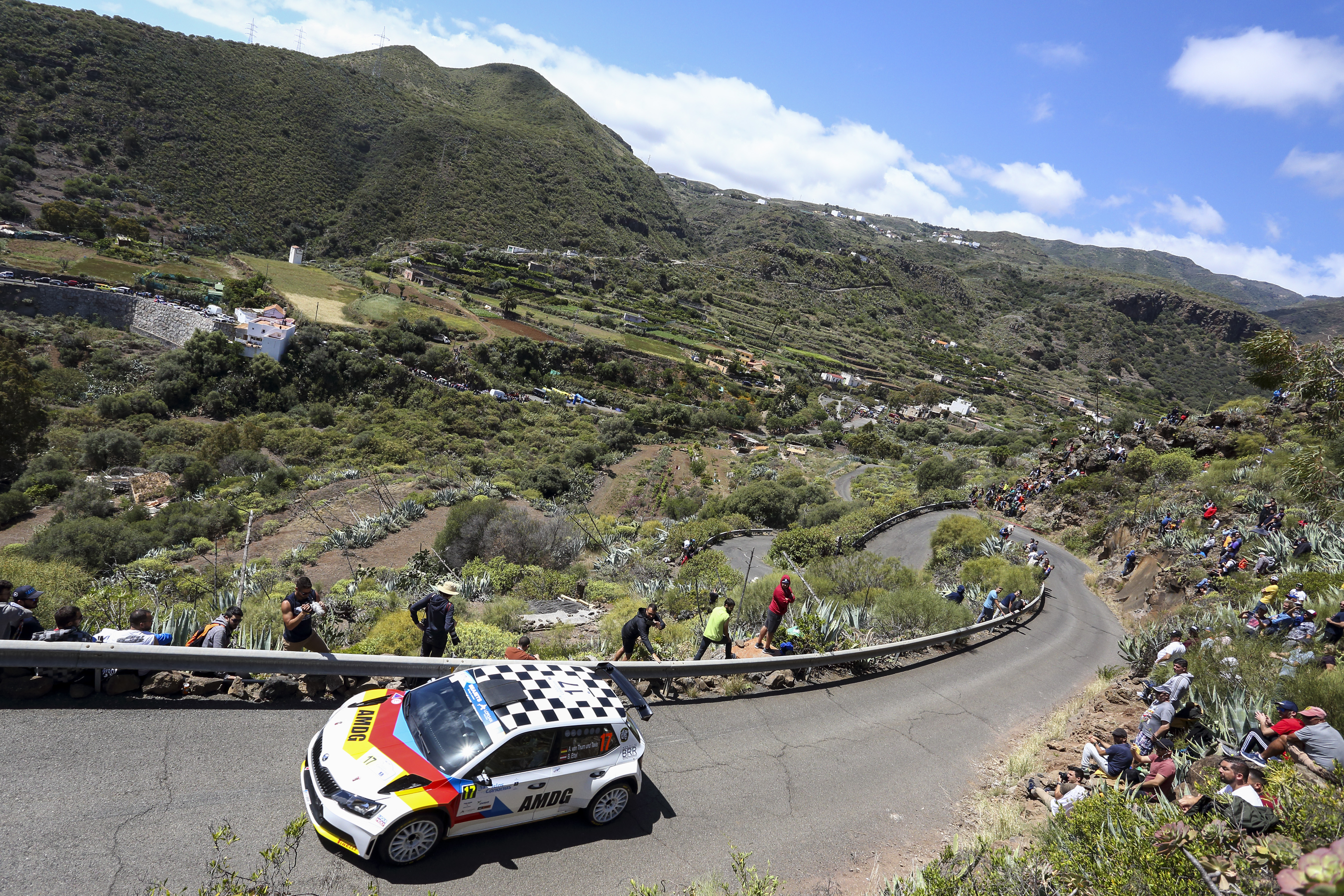
O Rally Ilhas Canárias está pronto para se juntar ao calendário do WRC.

- O Rali da Estónia regressa ao campeonato após ter ficado de fora na temporada de 2024. [10] O evento irá substituir o Rali da Letónia no calendário. [11]
- O Rally Ilhas Canárias foi promovido do Campeonato Europeu de Rali e torna-se um evento do Campeonato Mundial, ao abrigo de um acordo de dois anos. [12] O evento está previsto para ser realizado em estradas asfaltadas . [13]
- O Rally da Arábia Saudita junta-se ao campeonato em 2025, uma vez que os seus organizadores assinaram um contrato de dez anos com o promotor . [14] O evento está previsto para ser realizado em Jeddah e será realizado como final da temporada. [15]
- O Rally do Paraguai será um evento do WRC a partir de 2025, após assinar um acordo plurianual, tornando o Paraguai o trigésimo oitavo país a sediar uma etapa do campeonato do WRC. [16]
- O Rali da Croácia não fará parte do calendário pela primeira vez desde que o evento se juntou ao campeonato em 2021 [17] No entanto, o evento está previsto para regressar em 2026 [18]
- O Rali da Polónia também foi removido do calendário após ter regressado ao campeonato por um ano, em 2024 [19]

## Lista de participantes
Os seguintes fabricantes estão inscritos para disputar o campeonato sob os regulamentos do Rally1 . 
| Construtor | Equipa                   | Carro                  | No. | Piloto           | Navegador        | Provas |
| ---------- | ------------------------ | ---------------------- | --- | ---------------- | ---------------- | ------ |
| Ford       | M-Sport Ford WRT         | Ford Puma Rally1       | 13  | Grégoire Munster | Louis Louka      | 1–2    |
| Ford       | M-Sport Ford WRT         | Ford Puma Rally1       | 55  | Josh McErlean    | Eoin Treacy      | 1–2    |
| Hyundai    | Hyundai Shell Mobis WRT  | Hyundai i20 N Rally1   | 1   | Thierry Neuville | Martijn Wydaeghe | 1–2    |
| Hyundai    | Hyundai Shell Mobis WRT  | Hyundai i20 N Rally1   | 8   | Ott Tänak        | Martin Järveoja  | 1–2    |
| Hyundai    | Hyundai Shell Mobis WRT  | Hyundai i20 N Rally1   | 16  | Adrien Fourmaux  | Alexandre Coria  | 1–2    |
| Toyota     | Toyota Gazoo Racing WRT  | Toyota GR Yaris Rally1 | 17  | Sébastien Ogier  | Vincent Landais  | 1      |
| Toyota     | Toyota Gazoo Racing WRT  | Toyota GR Yaris Rally1 | 18  | Takamoto Katsuta | Aaron Johnston   | 2      |
| Toyota     | Toyota Gazoo Racing WRT  | Toyota GR Yaris Rally1 | 33  | Elfyn Evans      | Scott Martin     | 1–2    |
| Toyota     | Toyota Gazoo Racing WRT  | Toyota GR Yaris Rally1 | 69  | Kalle Rovanperä  | Jonne Halttunen  | 1–2    |
| Toyota     | Toyota Gazoo Racing WRT2 | Toyota GR Yaris Rally1 | 5   | Sami Pajari      | Marko Salminen   | 1–2    |
| Fontes:    |                          |                        |     |                  |                  |        |

As seguintes equipas entraram com carros de Rally1 como privadas ou sob apoio dos fabricantes.
| Construtor | Equipa                  | Carro                  | No. | Piloto             | Navegador         | Provas |
| ---------- | ----------------------- | ---------------------- | --- | ------------------ | ----------------- | ------ |
| Ford       | M-Sport Ford WRT        | Ford Puma Rally1       | 9   | Jourdan Serderidis | Frédéric Miclotte | 2      |
| Ford       | M-Sport Ford WRT        | Ford Puma Rally1       | 22  | Mārtiņš Sesks      | Renārs Francis    | 2      |
| Toyota     | Toyota Gazoo Racing WRT | Toyota GR Yaris Rally1 | 18  | Takamoto Katsuta   | Aaron Johnston    | 1      |
| Toyota     | Toyota Gazoo Racing WRT | Toyota GR Yaris Rally1 | 37  | Lorenzo Bertelli   | Simone Scattolin  | 2      |
| Fontes:    |                         |                        |     |                    |                   |        |

### Em detalhe

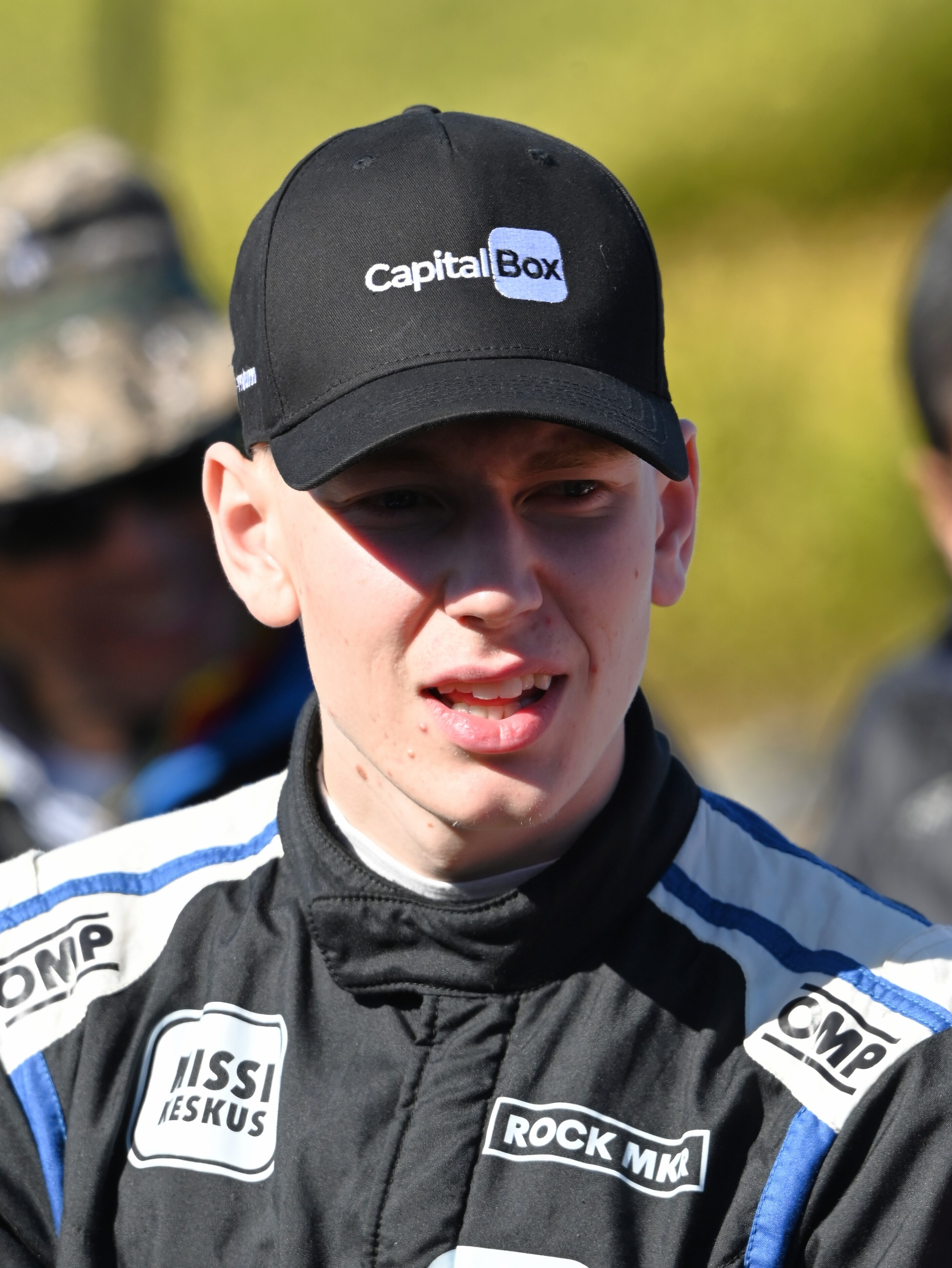
Sami Pajari foi promovido ao mais alto nível pela Toyota Gazoo Racing WRT para disputar uma temporada completa.

A M-Sport manteve a tripulação de Grégoire Munster e Louis Louka por mais uma temporada completa.  Eles devem ser acompanhados por Josh McErlean e Eoin Treacy como a segunda equipa em tempo integral.  O acordo foi feito em colaboração com a Motorsport Ireland Rally Academy .  A tripulação de Mārtiņš Sesks e Renārs Francis está definida para competir a tempo parcial com a equipa, começando no Rali da Suécia . 
O chefe de equipa da Hyundai , Cyril Abiteboul, confirmou que Ott Tänak e Martin Järveoja continuarão pilotando pela Hyundai em 2025.  Thierry Neuville e Martijn Wydaeghe estenderam seu contrato por um ano com a equipa.  Com o título conquistado em 2024, Neuville está pronto para competir com o número 1.  Adrien Fourmaux e Alexandre Coria deixaram a M-Sport para pilotar um terceiro carro durante toda a temporada. 
A Toyota manteve a equipa de Kalle Rovanperä e Jonne Halttunen, que devem regressar a tempo integral após disputarem uma temporada parcial em 2024  Eles estão prontos para se juntar à equipa de Elfyn Evans e Scott Martin e de Takamoto Katsuta e Aaron Johnston como pilotos a tempo integral na equipa.  O recém-coroado campeão do WRC2 Sami Pajari, que correu algumas corridas selecionadas com a equipa em 2024, foi contratado para um programa de tempo integral com a equipa.  No entanto, ele se juntará ao novo navegador Marko Salminen,  após a saída de Enni Mälkönen no final da temporada passada.  Sébastien Ogier e Vincent Landais continuarão a efetuar uma temporada a tempo parcial com a equipa. 

## Mudanças nos regulamentos

### Regulamentos técnicos
O fabricante sul-coreano de pneus Hankook torna-se o fornecedor oficial de pneus do campeonato, fornecendo pneus a todos os participantes de carros de quatro rodas motrizes .  A empresa substitui a Pirelli, que forneceu pneus para o campeonato entre 2021 e 2024  Nos termos do acordo, a Hankook fornecerá pneus até o final do campeonato 2027 
Os carros Rally1 não usarão mais o sistema híbrido introduzido em 2022 e assim, o peso mínimo dos carros e a largura da entrada de ar serão reduzidos para compensar a mudança, de modo a que os carros mantenham a mesma relação potência-peso que tinham ao usar o sistema híbrido.  A decisão foi tomada quando as equipas expressaram preocupações sobre os custos crescentes de reparação do sistema híbrido. 

### Regulamentos desportivos
O sistema de distribuição de pontos foi revisto pela segunda temporada consecutiva após críticas generalizadas ao sistema de pontos de 2024.  Os pontos serão atribuídos com base na classificação geral dos dez primeiros no final do rali numa escala de 25–17–15–12–10–8–6–4–2–1, com pontos adicionais atribuídos às cinco equipas mais rápidas no domingo e às cinco equipas mais rápidas na Power Stage .  Os pontos de sábado serão descartados. 

## Relato da temporada
No Rali de Monte Carlo, Sébastien Ogier alcançou um feito histórico: o seu 10º triunfo na prova, consolidando o seu estatuto de maior vencedor de sempre numa prova do WRC.
A vitória do francês não foi nada fácil. Na quinta-feira, teve sorte depois de cair numa armadilha e cair para a terceira posição após um pião.
Depois de vencer as duas primeiras secções na noite de quinta-feira e rodar na terceira, recuperou no dia seguinte e assumiu a liderança na 8ª especial, de onde não mais sairia. Apanhou outro susto no sábado, mas terminou o dia 20,3s à frente.
Embora Adrien Fourmaux tenha reduzido a liderança para metade antes de Turini, tudo dependeria das condições locais e as escolhas de pneus seriam decisivas. As equipas sabiam que havia gelo, mas também sabiam que as zonas de montanha estavam bem expostas ao sol, no entanto era impossível ter a certeza se estavam secas ou não.
A ordem manteve-se a mesma e os homens da Toyota mantiveram-se mesmo à frente do PowerStage.
Adrien Fourmaux na estreia com a nova equipa, conseguiu um pódio e no domingo conseguiu assustar a Toyota com a sua aproximação. Caso as estradas estivessem mais secas poderia ter conseguido um resultado melhor, pois era o único que tinha maior escolha de pneus para piso seco.
Na 2ª prova da época, o Rali da Suécia, Elfyn Evans triunfou, passando para a frente do campeonato e com larga vantagem, uma vez que Ogier, a cumprir um programa parcial, não participou na prova. O vencedor do rali só foi decidido na última especial, a powerstage com  Takamoto Katsuta a fazer novo 1-2 para a Toyota. O campeão em título, Thierry Neuville ficou com o último lugar do pódio depois de ter sido apenas 6º na prova anterior. Ott Tänak chegou a liderar o rali no sábado mas viria a terminar apenas em 4º lugar. Já Kalle Rovanperä foi apenas 5º e nunca estave em posição de lutar pelo rali. Adrien Fourmaux estava a lutar pelo pódio mas saiu de pista quando tentava recuperar o tempo perdido devido a um erro (capacete mal apertado).

## Resultados e classificações

### Resumo da temporada
| Prova | Evento                 | Piloto Vencedor | Navegador Vencedor | Equipa vencedora        |
| ----- | ---------------------- | --------------- | ------------------ | ----------------------- |
| 1     | Rali de Monte Carlo    | Sébastien Ogier | Vincent Landais    | Toyota Gazoo Racing WRT |
| 2     | Rali da Suécia         | Elfyn Evans     | Scott Martin       | Toyota Gazoo Racing WRT |
| 3     | Rali Safári            |                 |                    |                         |
| 4     | Rally Ilhas Canárias   |                 |                    |                         |
| 5     | Rali de Portugal       |                 |                    |                         |
| 6     | Rali da Sardenha       |                 |                    |                         |
| 7     | Rali da Acrópole       |                 |                    |                         |
| 8     | Rali da Estónia        |                 |                    |                         |
| 9     | Rali da Finlândia      |                 |                    |                         |
| 10    | Rali do Paraguai       |                 |                    |                         |
| 11    | Rali do Chile          |                 |                    |                         |
| 12    | Rali da Europa Central |                 |                    |                         |
| 13    | Rali do Japão          |                 |                    |                         |
| 14    | Rali da Arábia Saudita |                 |                    |                         |

### Sistema de pontuação
Os pontos são atribuídos aos dez primeiros classificados em cada evento.  No campeonato de construtores, as equipas podem nomear três equipas para pontuar, mas esses pontos são concedidos apenas aos dois primeiros colocados representando um construtor, pilotando um carro Rally1 com especificação de 2022. Também há cinco pontos de bônus concedidos aos vencedores numa classificação acumulada de todas as etapas de domingo: quatro pontos para o segundo lugar, três para o terceiro, dois para o quarto e um para o quinto. A mesma escala de pontos será atribuída às cinco equipas mais rápidas da Power Stage . 
| Posição     | 1º | 2º | 3º | 4º | 5º | 6º | 7º | 8º | 9º | 10º |
| Geral       | 25 | 17 | 15 | 12 | 10 | 8  | 6  | 4  | 2  | 1   |
| Domingo     | 5  | 4  | 3  | 2  | 1  | —  | —  | —  | —  | —   |
| Power Stage | 5  | 4  | 3  | 2  | 1  | —  | —  | —  | —  | —   |

## Campeonato de pilotos
Qualquer piloto que termine numa posição de atribuição de pontos será contabilizado para o campeonato, independentemente da sua categoria.
| Pos.    | Piloto           | MON       | SWE      | KEN | ESP | POR | ITA | GRE | EST | FIN | PAR | CHL | EUR | JPN | SAU | Pontos |
| ------- | ---------------- | --------- | -------- | --- | --- | --- | --- | --- | --- | --- | --- | --- | --- | --- | --- | ------ |
| 1       | Elfyn Evans      | 2 17+5+4  | 1 25+5+5 |     |     |     |     |     |     |     |     |     |     |     |     | 61     |
| 2       | Sébastien Ogier  | 1 25+3+5  |          |     |     |     |     |     |     |     |     |     |     |     |     | 33     |
| 3       | Kalle Rovanperä  | 4 12+4+2  | 5 10+1+2 |     |     |     |     |     |     |     |     |     |     |     |     | 31     |
| 4       | Thierry Neuville | 6 8+1+0   | 3 15+2+3 |     |     |     |     |     |     |     |     |     |     |     |     | 29     |
| 5       | Ott Tänak        | 5 10+0+1  | 4 12+3+0 |     |     |     |     |     |     |     |     |     |     |     |     | 26     |
| 6       | Takamoto Katsuta | Ret 0+0+0 | 2 17+4+4 |     |     |     |     |     |     |     |     |     |     |     |     | 25     |
| 7       | Adrien Fourmaux  | 3 15+2+3  | 40 0+0+1 |     |     |     |     |     |     |     |     |     |     |     |     | 21     |
| 8       | Mārtiņš Sesks    |           | 6 8+0+0  |     |     |     |     |     |     |     |     |     |     |     |     | 8      |
| 9       | Josh McErlean    | 7 6+0+0   | 46 0+0+0 |     |     |     |     |     |     |     |     |     |     |     |     | 6      |
| 10      | Sami Pajari      | Ret 0+0+0 | 7 6+0+0  |     |     |     |     |     |     |     |     |     |     |     |     | 6      |
| 11      | Grégoire Munster | Ret 0+0+0 | 8 4+0+0  |     |     |     |     |     |     |     |     |     |     |     |     | 4      |
| 12      | Yohan Rossel     | 8 4+0+0   |          |     |     |     |     |     |     |     |     |     |     |     |     | 4      |
| 13      | Oliver Solberg   | 15 0+0+0  | 9 2+0+0  |     |     |     |     |     |     |     |     |     |     |     |     | 2      |
| 14      | Nikolay Gryazin  | 9 2+0+0   |          |     |     |     |     |     |     |     |     |     |     |     |     | 2      |
| 15      | Eric Camilli     | 10 1+0+0  |          |     |     |     |     |     |     |     |     |     |     |     |     | 1      |
| 16      | Roope Korhonen   |           | 10 1+0+0 |     |     |     |     |     |     |     |     |     |     |     |     | 1      |
| Pos.    | Piloto           | MON       | SWE      | KEN | ESP | POR | ITA | GRE | EST | FIN | PAR | CHL | EUR | JPN | SAU | Pontos |
| Fontes: |                  |           |          |     |     |     |     |     |     |     |     |     |     |     |     |        |

| Cor        | Resultado             |
| ---------- | --------------------- |
| Ouro       | Vencedor              |
| Prata      | 2.º lugar             |
| Bronze     | 3.º lugar             |
| Verde      | Terminou, nos pontos  |
| Azul       | Terminou, sem pontos  |
| Púrpura    | Ret – Retirou-se      |
| Vermelho   | NQ – Não qualificado  |
| Preto      | DSQ – Desqualificado  |
| Branco     | NL – Não largou       |
| Branco     | C – Corrida cancelada |
| Azul claro | AT – Apenas Treino    |
| Sem cor    | NP – Não participou   |
| Sem cor    | Les – Lesionado       |
| Sem cor    | EX – Excluído         |

## Campeonato de construtores
Apenas foram considerados para o campeonato os dois melhores resultados de cada construtor na respetiva classificação geral até ao final do dia de sábado, posição acumulada de todas as etapas de domingo e Power Stage em cada rali.
| Pos.    | Construtor               | MON       | SWE      | KEN | ESP | POR | ITA | GRE | EST | FIN | PAR | CHL | EUR | JPN | SAU | Pontos |
| ------- | ------------------------ | --------- | -------- | --- | --- | --- | --- | --- | --- | --- | --- | --- | --- | --- | --- | ------ |
| 1       | Toyota Gazoo Racing WRT  | 1 25+0+5  | 1 25+5+5 |     |     |     |     |     |     |     |     |     |     |     |     | 120    |
| 1       | Toyota Gazoo Racing WRT  | 2 17+5+4  | 2 17+4+4 |     |     |     |     |     |     |     |     |     |     |     |     | 120    |
| 1       | Toyota Gazoo Racing WRT  | NC 0+4+0  | NC 0+0+0 |     |     |     |     |     |     |     |     |     |     |     |     | 120    |
| 2       | Hyundai Shell Mobis WRT  | 3 15+3+3  | 3 15+2+3 |     |     |     |     |     |     |     |     |     |     |     |     | 72     |
| 2       | Hyundai Shell Mobis WRT  | 4 12+0+1  | 4 12+3+0 |     |     |     |     |     |     |     |     |     |     |     |     | 72     |
| 2       | Hyundai Shell Mobis WRT  | NC 0+2+0  | NC 0+0+1 |     |     |     |     |     |     |     |     |     |     |     |     | 72     |
| 3       | M-Sport Ford WRT         | 5 10+1+0  | 6 8+0+0  |     |     |     |     |     |     |     |     |     |     |     |     | 25     |
| 3       | M-Sport Ford WRT         | Ret 0+0+0 | 7 6+0+0  |     |     |     |     |     |     |     |     |     |     |     |     | 25     |
| 4       | Toyota Gazoo Racing WRT2 | Ret 0+0+0 | 5 10+1+0 |     |     |     |     |     |     |     |     |     |     |     |     | 11     |
| Pos.    | Construtor               | MON       | SWE      | KEN | ESP | POR | ITA | GRE | EST | FIN | PAR | CHL | EUR | JPN | SAU | Pontos |
| Fontes: |                          |           |          |     |     |     |     |     |     |     |     |     |     |     |     |        |

| Cor        | Resultado             |
| ---------- | --------------------- |
| Ouro       | Vencedor              |
| Prata      | 2.º lugar             |
| Bronze     | 3.º lugar             |
| Verde      | Terminou, nos pontos  |
| Azul       | Terminou, sem pontos  |
| Púrpura    | Ret – Retirou-se      |
| Vermelho   | NQ – Não qualificado  |
| Preto      | DSQ – Desqualificado  |
| Branco     | NL – Não largou       |
| Branco     | C – Corrida cancelada |
| Azul claro | AT – Apenas Treino    |
| Sem cor    | NP – Não participou   |
| Sem cor    | Les – Lesionado       |
| Sem cor    | EX – Excluído         |